# مايك هيريرا (لاعب كرة قاعدة)
مايك هيريرا هو لاعب كرة قاعدة كوبي، ولد في 19 ديسمبر 1897 في هافانا في كوبا، وتوفي بنفس المكان في 3 فبراير 1978.

## وصلات خارجية
- مايك هيريرا على موقعبيزبول رفرنس.كوم (الدوري الرئيسي) (الإنجليزية)
- مايك هيريرا على موقعبيزبول رفرنس.كوم (الدوري الثانوي) (الإنجليزية)